# Fiestas de San Mateo (Logroño)
Las Fiestas de San Mateo de la ciudad española de Logroño tienen lugar en la semana natural que engloba el día 21 de septiembre, día que el santoral dedica al apóstol. A pesar de la creencia popular, no son las fiestas patronales de la ciudad, las cuales se celebran en 11 de junio, festividad de San Bernabé, patrón de la ciudad. Son fiestas de marcado carácter popular, cuyos orígenes se remontan al siglo XII, y que, desde 1956, llevan el sobrenombre de Fiestas de la Vendimia, dada la proximidad a las fechas de recogida de la uva, en una tierra marcada por el vino. El 21 de septiembre es festivo para los logroñeses. Además, el resto de la semana los colegios y universidades permanecen cerrados y algunas actividades como bancos, o administración suelen adoptar un horario reducido.
En 1980 las fiestas fueron declaradas de Interés Turístico Nacional (España).

## Orígenes
Los orígenes se remontan al siglo XII. Logroño, al obtener la categoría de villa, tenía derecho a la celebración de una feria anual, acto que la convirtió en una sede importante de comercio. Esta feria fue adquiriendo cada vez mayor relevancia, y el carácter lúdico-festivo fue apoderándose de la misma. Se celebraban originalmente en el día de Acción de gracias, y en ellas los riojanos agradecían la cosecha recogida. 
El rey Fernando VII en 1818, y posteriormente la reina Isabel II en 1845, refrendaron la celebración de estas ferias. Un Real Decreto de esta reina concedió permiso para que las ferias, que originalmente se celebraban a primeros de septiembre, se trasladaran a las fechas del 16 al 23 de septiembre. 
Finalmente la fecha se fijó en el 21 de septiembre, festividad de San Mateo, que fue recaudador de impuestos, y que acabó convirtiéndose en patrón de los mercaderes. Desde ese momento las tradicionales Ferias de Logroño se comenzaron a llamar Ferias y fiestas de San Mateo.
Estas ferias y fiestas de San Mateo consistían principalmente en una feria de ganado en avenida de Navarra y la plaza del Viejo Coso, una feria taurina en la Plaza de toros de Duquesa de la Victoria, verbenas populares en el quiosco del Espolón, mercados de hortalizas y productos agrícolas y una feria de atracciones o "barracas" con tiovivos, noria, circo, entre otros actos.
Desde 1956 se les añadió la denominación de Fiestas de la Vendimia, en honor al arranque de tan dura labor. A partir de entonces, se inician el rito del pisado de la uva, como acto de ofrenda del primer mosto de la Vendimia a la Virgen de Valvanera, patrona de La Rioja; el desfile de carrozas; las actuaciones de folklore; los grandes conciertos; fuegos artificiales y la "Quema de la cuba".

## Actos principales

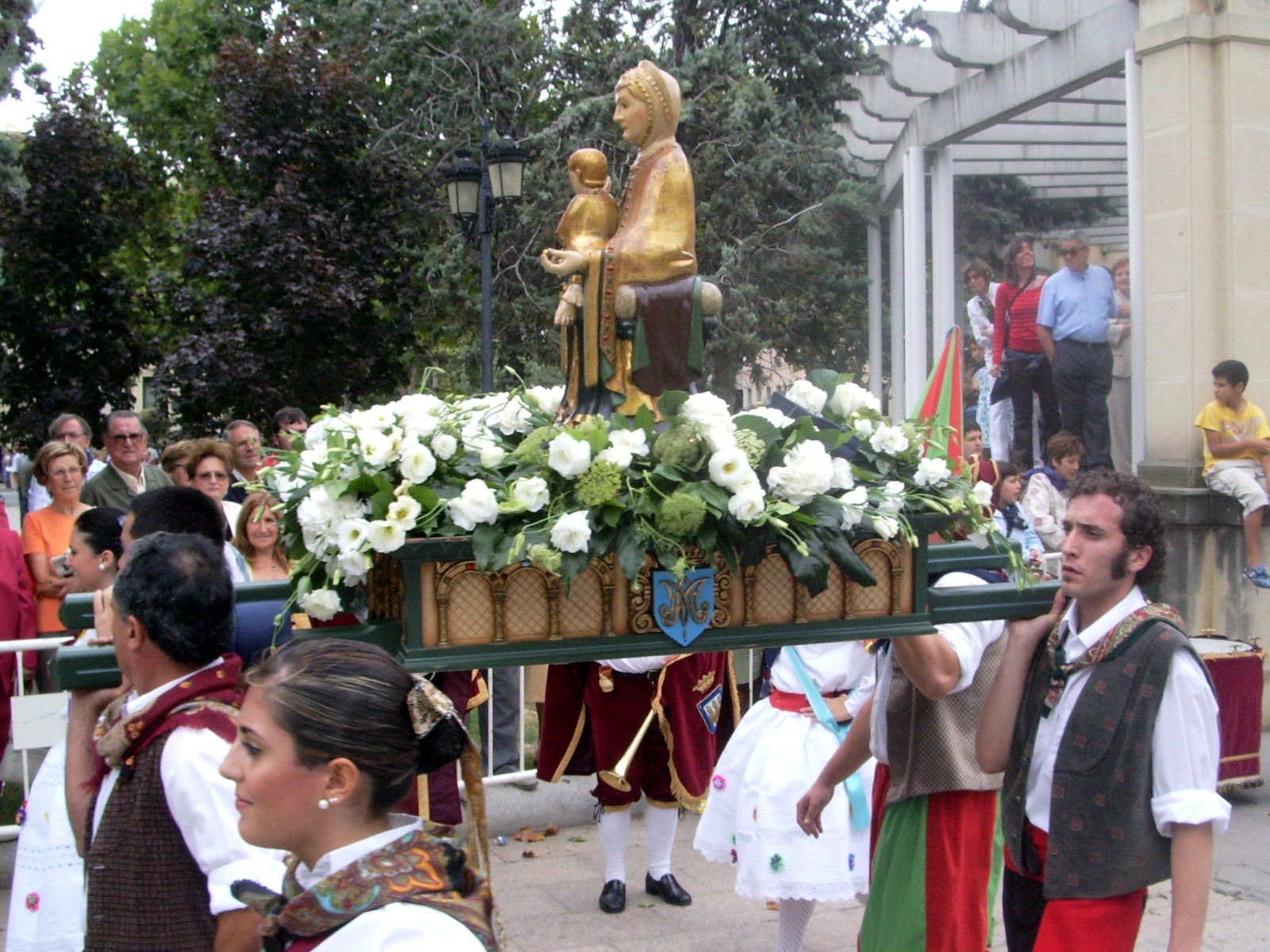
Ofrenda del primer mosto a la Virgen de Valvanera, patrona de la comunidad.

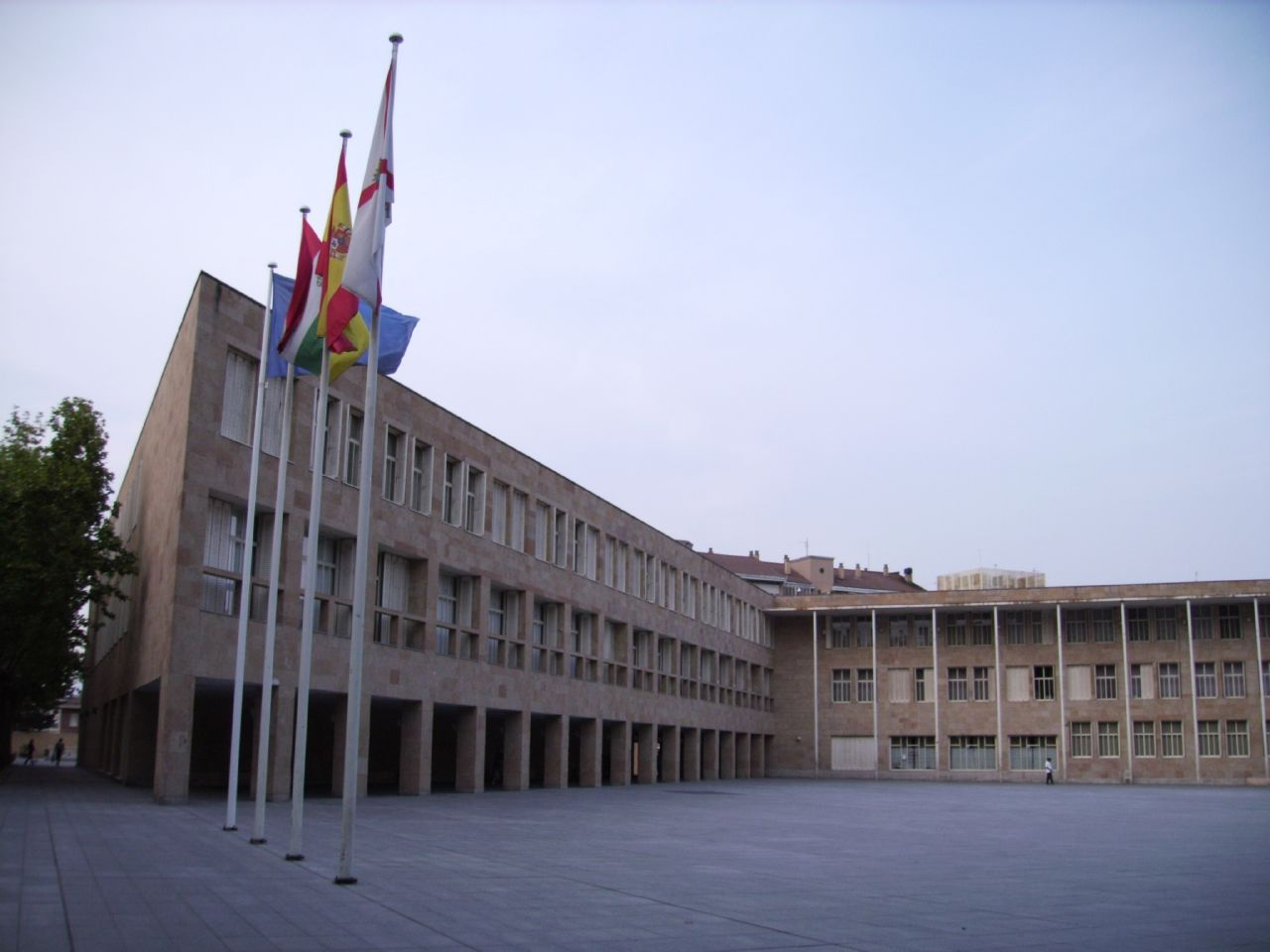
Ayuntamiento de Logroño.

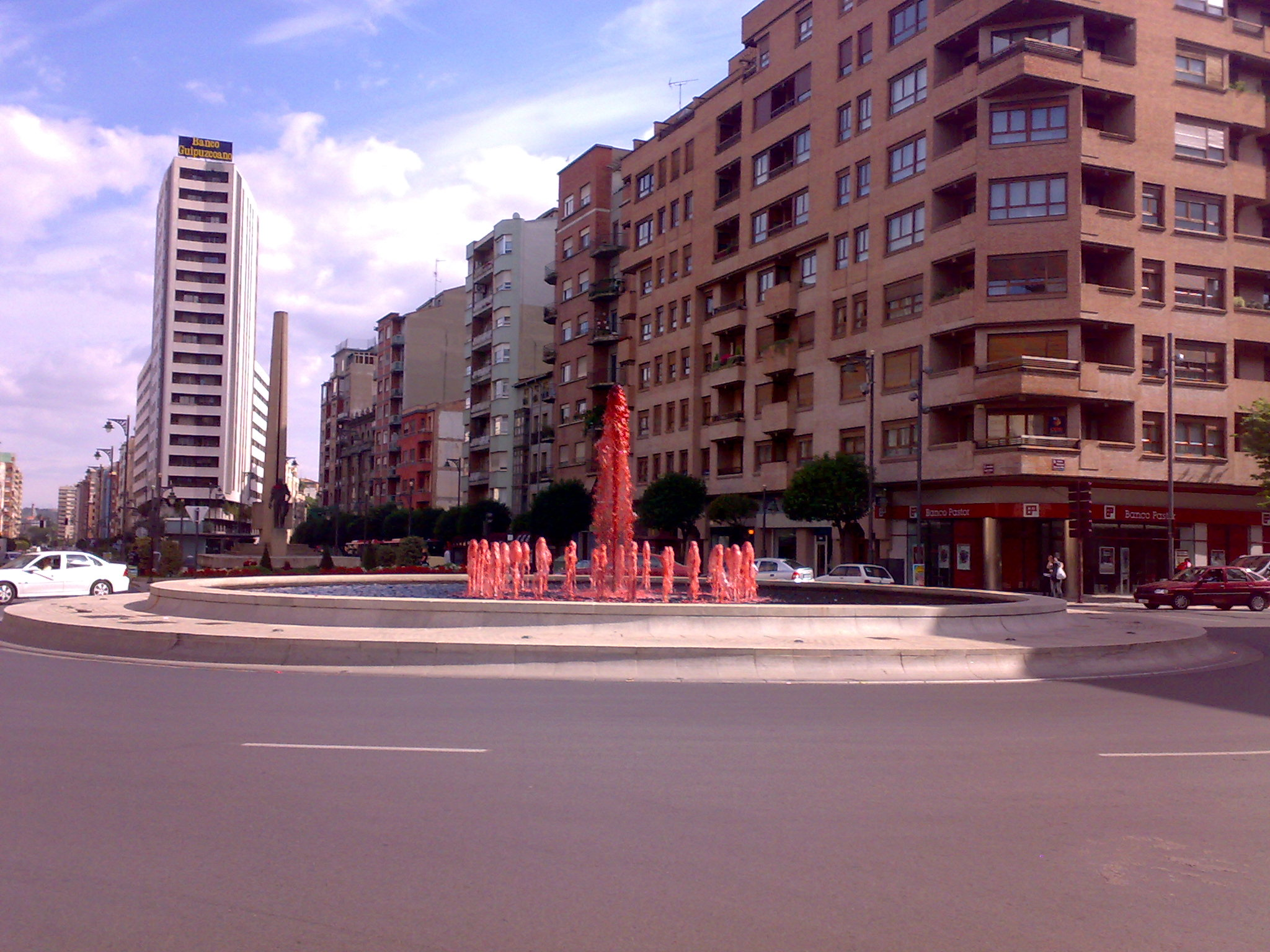
La Fuente de Vino, tradición instaurada en 2007.

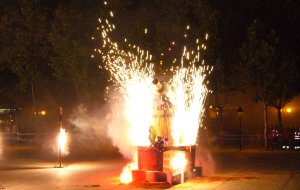
Quema de la cuba 2007.

### Disparo del cohete
El disparo del cohete supone el arranque de las fiestas. Desde el balcón del Ayuntamiento, el alcalde de la ciudad, junto a los Vendimiadores Mayores, un chico y una chica elegidos para representar a la ciudadanía en estas fechas, inician las fiestas con un breve discurso y el lanzamiento del cohete que da lugar a los siete días de celebraciones.

### Chamizos
Una de las tradiciones más importantes en estas fiestas son los chamizos. Se trata de locales habilitados por las peñas de la ciudad y por diferentes colectivos, en los cuales se ofrece gratuitamente zurracapote, una bebida similar a la sangría muy típica en todas las fiestas de La Rioja y su área de influencia. Se bebe tradicionalmente en porrón, y se ofrece al visitante sin coste alguno, aunque todos tienen su correspondiente bote para aceptar la voluntad.

### Conciertos
La Plaza del Ayuntamiento es el escenario de una serie de conciertos de grupos de actualidad en el panorama musical español. Además, se celebran otro tipo de conciertos en la Plaza del Parlamento y verbenas en el Parque del Espolón y otras plazas de la ciudad.

### Degustaciones
Desde hace ya bastantes años, se celebra coincidiendo con las fiestas, la denominada Semana Gastronómica, en la cual, y a cambio de un precio simbólico, las peñas ofrecen diferentes platos de la gastronomía riojana regados con un buen vino de Rioja. No faltan las patatas con chorizo, las chuletillas al sarmiento, los embuchados o el choricillo. Se celebra en la Plaza del Mercado principalmente, pero se extiende habitualmente también por los diferentes barrios de la ciudad.

### Desfile de carrozas
Es uno de los actos más multitudinarios, ya que atrae a mucho público de toda la región. Se celebra desde el año 1956, cuando se declaró San Mateo como Fiesta de la Vendimia. Inicialmente se realizaba por la mañana, pero en los últimos años se celebra al caer la noche, y casi siempre en fin de semana, para procurar la mayor asistencia de público foráneo. Es un desfile en el que participan activamente las peñas de la ciudad, así como las casas regionales y grupos traídos de fuera para la ocasión. Las carrozas participan en un concurso con premios a la originalidad.

### Espectáculos pirotécnicos
Se celebran en el Parque de la Ribera, después de varios años en los que se celebraban en el Parque del Ebro. Desde las fiestas de 2007 se celebra un Concurso Internacional de Fuegos Artificiales, con la participación de empresas pirotécnicas de distintos países. Además de los premios económicos, la empresa ganadora tiene el privilegio de lanzar la colección de fuegos en las Fiestas de San Bernabé del año siguiente.

### Feria de pelota
Está considerada como la feria de pelota vasca más importante de todo el verano y en ella se juntan los mejores pelotaris del momento. Desde 1980 se disputa durante toda la semana un torneo de mano parejas en el Frontón Adarraga.

### Feria taurina
La feria taurina de San Mateo es el acto festivo más antiguo de cuantos se realizan actualmente en las fiestas mateas. Prácticamente desde que existen las ferias logroñesas se venía realizando paralelamente una feria taurina. Esta feria ha pasado por diferentes localizaciones, siendo 5 plazas de toros las que han existido en Logroño a lo largo de la historia. 
Desde el año 2001 se realizan en la Plaza de Toros de La Ribera, dónde se celebran seis o siete corridas de toros durante las tardes festivas. Hasta las fiestas de 2008 se celebraba un encierro, primero por la calle Portales y posteriormente por las calles Doce Ligero de Artillería y Colón. Tras la eliminación del encierro se aumentaron las sueltas de vaquillas, pasando a realizarse dos o tres días a todas las mañanas de las fiestas. Estas se realizan a las 9 y media siendo uno de los actos más tradicionales y multitudinarios de las fiestas.

### Gigantes y cabezudos
Uno de los actos más imprescindibles para los niños en san mateo son los pasacalles de la comparsa de gigantes y cabezudos de Logroño .
Cuentan con 10 gigantes y 10 cabezudos . los gigantes representan a personajes importantes para la ciudad de Logroño, personajes como el general Espartero y su mujer la duquesa de la victoria , Sagasta y el Marqués de la Ensenada, el alcalde y la alcaldesa o los peñistas

### Ofrenda del primer mosto a la virgen de Valvanera (Pisado de la uva)
Es el acto principal de las fiestas, y se realiza el día de San Mateo, el 21 de septiembre. En él, niños de todas las comarcas de La Rioja llenan con las primeras uvas de la temporada una cuba, para ser pisada y convertida en mosto en un acto que, desde hace décadas, lo realizaba los hermanos Urdiales. Los cuales pasaron el testigo en el 2014 a sus nietos, los primos Urdiales. Con este primer mosto recogido, se realiza la ofrenda a la patrona de la región, la Virgen de Valvanera.

### Casas Regionales
En Logroño existen hasta 8 casas regionales, correspondientes a ciudadanos de 8 comunidadades autónomas españolas que viven en Logroño. Realizan actividades todo el año pero es en San Mateo cuando más presencia tienen en la vida logroñesa. Realizan actividades como bailes regionales, degustaciones de productos típicos, o incluso venden bebidas a los visitantes. Además cada día de las fiestas está dedicado a una casa regional, y es labor de los vendimiadores mayores e incluso del alcalde visitar dicha casa regional. Posiblemente la casa regional más conocida por el público logroñés sea la Casa de Andalucía, ya que instalan una gran carpa en la Muralla del Revellín donde suele haber orquestas y bailes de sevillanas. El resto de casas son: Hogar Navarro, Centro Gallego, Hogar Extremeño, Centro Cántabro, Casa de Aragón, Centro Asturiano y Casa de la Comunidad Valenciana. Esta última, a pesar de ser la última en instaurarse, ha cogido gran popularidad por la degustación de paella el día del cohete.

### Quema de la cuba
Para finalizar las fiestas, se realiza la tradicional quema de la cuba, tras un desfile previo de los peñistas por las calles céntricas de la ciudad. Este acto pone fin a las fiestas.